# Zdeňka Šilhavá
Zdeňka Šilhavá z domu Bartoňová (ur. 15 czerwca 1954 w Karniowie) – czeska lekkoatletka, specjalistka rzutu dyskiem i pchnięcia kulą, była rekordzistka świata.

## Kariera sportowa
W wieku 22 lat jako reprezentantka Czechosłowacji zajęła 9. miejsce w pchnięciu kulą na halowych mistrzostwach Europy w 1977 w San Sebastián. Rok później była piąta w tej konkurencji na halowych mistrzostwach Europy w Mediolanie i dziewiąta na mistrzostwach Europy w Pradze.
Zajęła 10. miejsce w pchnięciu kulą i 11. miejsce w rzucie dyskiem na igrzyskach olimpijskich w 1980 w Moskwie. Na mistrzostwach Europy w 1982 w Atenach była 9. w pchnięciu kulą i 13. w rzucie dyskiem.
Zdobyła brązowy medal w pchnięciu kulą na halowych mistrzostwach Europy w 1983 w Budapeszcie, za swą koleżanką z reprezentacji Czechosłowacji Heleną Fibingerovą i Helmą Knorscheidt z NRD. Na pierwszych mistrzostwach świata w 1983 w Helsinkach zajęła 6. miejsce w rzucie dyskiem i 9. miejsce w pchnięciu kulą. Z powodu bojkotu igrzysk olimpijskich w 1984 w Los Angeles przez Czechosłowację nie mogła wziąć w nich udziału. Na zawodach Przyjaźń-84 zorganizowanych w Pradze dla sportowców z państw bojkotujących igrzyska zajęła 3. miejsce w rzucie dyskiem.
Kilka dni po zawodach Przyjaźń-84, 26 sierpnia 1984 w Nitrze Šilhavá ustanowiła rekord świata w rzucie dyskiem wynikiem 74,56 m. Przetrwał on do 1988, kiedy to rzutem na odległość 76,80 m poprawiła go Gabriele Reinsch z NRD. Do tej pory (marzec 2021) osiągnięcie Šilhavej jest to drugi wynik na świecie (w 1989 wyrównała ten wynik Ilke Wyludda z NRD).
Zajęła 6. miejsce w rzucie dyskiem na mistrzostwach świata w 1987 w Rzymie. Na igrzyskach olimpijskich w 1988 w Seulu zajęła 6. miejsce w rzucie dyskiem i 11. miejsce w pchnięciu kulą.
Po rozpadzie Czechosłowacji reprezentowała Czechy, ale nie odnosiła międzynarodowych sukcesów. Odpadła w eliminacjach rzutu dyskiem podczas mistrzostw świata w 1993 w Stuttgarcie, zajęła 12. miejsce w tej konkurencji na mistrzostwach Europy w 1994 w Helsinkach i odpadała w eliminacjach rzutu dyskiem na mistrzostwach świata w 1995 w Göteborgu, igrzyskach olimpijskich w 1996 w Atlancie i mistrzostwach Europy w 1998 w Budapeszcie.
Była mistrzynią Czechosłowacji w pchnięciu kulą w 1980 i w rzucie dyskiem w latach 1981–1985 oraz w 1987, a także mistrzynią Czech w pchnięciu kulą w latach 1995–1997, 1999 i 2000 oraz w rzucie dyskiem w 1995 i 1999. Dwanaście razy poprawiała rekord Czechosłowacji w rzucie dyskiem od wyniku 64,50 w 1980 do 74,56 w 1984.

## Rekordy życiowe
Rekordy życiowe:
- pchnięcie kulą – 21,05 (23 lipca 1983, Praga)
- rzut dyskiem – 74,56 (26 sierpnia 1984, Nitra)

Jej mężem jest dyskobol, olimpijczyk z 1976 Josef Šilhavý.